# Heinrich Leuthold
Heinrich Leuthold, né à Wetzikon le 9 août 1827 et mort à Zurich le 1er juillet 1879, est un traducteur et poète suisse. Il est l'un des membres notables du cercle littéraire de Munich Die Krokodile.

## Biographie
Heinrich Leuthold étudie le droit à Zurich et Bâle avant de déménager à Munich en 1857, où il rejoint Die Krokodile. Il y serait entré en conflit avec Paul Johann Ludwig von Heyse.
À partir de 1860, il travaille comme rédacteur au Süddeutsche Zeitung et voyage à travers l'Allemagne au cours des années suivantes. En 1862, il copublie, avec Emanuel Geibel, Fünf Bücher französischer Lyrik, puis écrit Penthesilea en 1868.
En juillet 1877, il est interné à la clinique psychiatrique universitaire de Zurich. Il y meurt deux ans plus tard, peu après la publication de Gedichte (1879).
Trente-deux de ses poèmes ont été mis en scène en 1944 par Othmar Schoeck dans Spielmannsweisen, op. 56, et Der Sänger, op. 57.